# 万葉線
万葉線（まんようせん）は、万葉線株式会社が運営する路面電車の路線の総称である。富山県高岡市の高岡駅停留場から同県射水市の六渡寺駅までを結ぶ高岡軌道線（たかおかきどうせん）と、六渡寺駅から射水市の越ノ潟駅までを結ぶ新湊港線（しんみなとこうせん）の2路線から構成される。両線で一体的に運行されていることから、本項目ではこれらを一括して解説する。

## 概要
本路線は軌道法による軌道路線である高岡軌道線と、鉄道事業法による鉄道路線である新湊港線の2路線で構成されている。両線で一体的な運行を行っているため、全線にわたって路面電車タイプの小振りな電車が使用されている。
高岡軌道線区間はほぼ全線が道路上を走る併用軌道であるが、米島口停留場 - 能町口停留場間が専用軌道になっており、西日本旅客鉄道（JR西日本）氷見線、日本貨物鉄道（JR貨物）新湊線を跨いでいる。また、中伏木停留場 - 六渡寺駅間も専用軌道となっている。
米島口駅のそばに万葉線本社および車庫がある。越ノ潟駅で富山新港の港口を渡る富山県営渡船に連絡する。

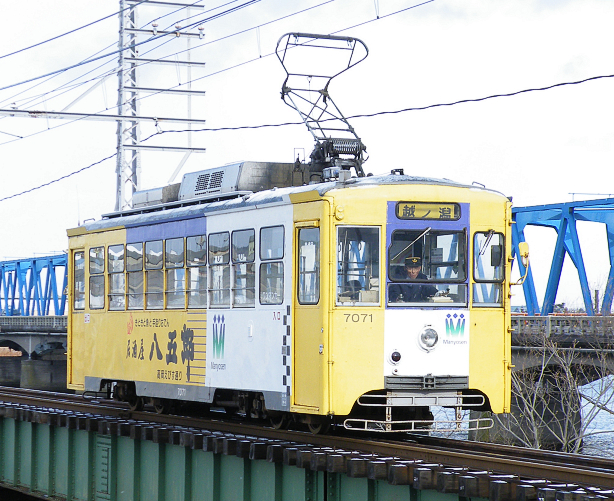
庄川口駅付近を走るデ7070形（2008年12月26日）

### 路線データ
- 路線距離（営業キロ）：全長12.9 km[4][6]
  - 高岡軌道線：高岡駅停留場 - 六渡寺駅間8.0 km
  - 新湊港線：越ノ潟駅 - 六渡寺駅間4.9 km
- 軌間：1067mm[4]
- 駅数：合計25駅（高岡駅停留場と越ノ潟駅を含み、六渡寺駅を重複計上せず）
  - 高岡軌道線：18駅（高岡駅停留場と六渡寺駅を含む）
  - 新湊港線：8駅（六渡寺駅と越ノ潟駅を含む）
- 複線区間：広小路停留場 - 米島口停留場間[7]
- 電化区間：全線（直流600V）[7]
- 閉塞方式：自動閉塞式
- 専用軌道区間：米島口停留場 - 能町口停留場間、中伏木停留場 - 六渡寺駅間
- 閉塞方式：特殊自動閉塞式（トロリーコンタクター式）[注 1]
- 最高速度：40 km/h[7]

## 歴史
現在の高岡軌道線にあたる路線は富山地方鉄道に、新湊港線にあたる路線は越中鉄道（1943年に富山地方鉄道へ吸収合併）によって造られたものである。
1930年10月12日、現在の新湊港線区間にあたる西越ノ潟駅（現存せず） - 新湊東口駅（現在の東新湊駅）間が開業、12月23日には越ノ潟駅 - 西越ノ潟駅間が開業した。当時は越中鉄道（後の射水線）の一部だった。その後、1932年11月9日に東新湊駅 - 庄川口駅間、1933年12月25日に庄川口駅 - 新伏木口駅（現在の六渡寺駅）間が開業した。
1948年に現在の高岡軌道線区間にあたる地鉄高岡（現在の高岡駅停留場） - 伏木港間が開業、当時は伏木線（または高伏線）と呼ばれていた。また、これ以降、宇都宮芳賀ライトレール線が2018年に着工（2023年に開業）するまで長らく軌道線の新規建設が無かったため、『日本最後の市内軌道計画』とも呼ばれることになった。
1951年に国鉄新湊線の旅客営業廃止に伴って米島口停留場 - 新湊駅（現在の六渡寺駅）間が開業し、射水線を経由して地鉄高岡 - 富山軌道線西町間の直通運転が開始された。1959年に高岡軌道線（地鉄高岡 - 新湊間）が高岡市内の交通一元化のため、加越能鉄道（1950年設立、現在の加越能バス）に譲渡された。射水線、富山軌道線との直通運転は継続されたが、富山軌道線への乗り入れは1961年に廃止されている。
1966年、富山新港の建設により射水線が分断され、高岡側の路線も加越能鉄道に譲渡されて新湊港線となった。富山市への直通運転ができなくなったことに加え、モータリゼーションの影響もあって、この頃から旅客は減少に転じた。1971年には高岡市の要請により、伏木線（米島口 - 伏木港間）が廃止されている。
2001年に加越能鉄道が高岡軌道線と新湊港線を廃止する意向を表明したため、両線を存続させるべく高岡市、旧新湊市が中心となり第三セクター会社「万葉線株式会社」を設立。2002年4月に両線とも同社に移管され、新会社での運行を開始した。

### 年表
- 1930年（昭和5年）
  - 10月12日 - 西越ノ潟駅（現存せず） - 新湊東口駅（現在の東新湊駅）間1.2 kmが開業[8][9][16]。
  - 12月23日 - 越ノ潟駅 - 西越ノ潟駅間0.2 kmが開業[8][10][16]。
- 1932年（昭和7年）
  - 8月18日 - 新湊東口駅を越ノ潟方へ移転の上、東新湊駅（初代）に改称[11]。
  - 11月9日 - 新湊東口駅 - 庄川口駅間2.7 kmが開業[8][16]。東新湊駅 - 中新湊駅間は一般運輸営業、中新湊駅 - 庄川口駅間は旅客運輸営業[11]。
- 1933年（昭和8年）12月25日 - 庄川口駅 - 新伏木口駅（現在の六渡寺駅）間0.6 kmが開業[8][16]。庄川口駅廃止（復活日不明）。中学校前駅開業。中新湊駅 - 庄川口駅間貨物運輸営業開始[12]。
- 1934年頃 - 新伏木口駅を新伏木港駅に改称[17]。
- 1939年（昭和14年）4月1日 - 新伏木港駅を新湊駅に、東新湊駅（初代）を東新湊高周波前駅に改称[18]。
- 1943年（昭和18年）1月1日 - 越中鉄道が富山地方鉄道に合併、同社の射水線となる[16][19]。
- 1944年
  - 3月3日 - 新湊 - 高岡駅前間および米島口 - 伏木港間の鉄道敷設特許を申請[13]。
  - 5月 - 前述の計画決定と同時に高岡市内に建設事務所を設ける[20]。
  - 11月5日 - 特許され一部工事着手（後に資材不足からの調達待ちと戦況激化で工事が一時中断）[13]。
- 1945年（昭和20年）8月15日 - 高周波前駅を東新湊駅（2代）に改称[17][21]。
- 1946年（昭和21年）
  - 6月5日 - 越中鉄道時代に免許を得た区間の鉄道起業廃止を申請。同年7月22日にその許可を得る[20]。
  - 6月28日 - 新湊 - 高岡駅前間および米島口 - 伏木港間の工事施工が認可される[20]。
- 1948年（昭和23年）
  - 4月9日 - 国鉄との抗衡を要した新湊、高岡の両端部分の認可を得る[20]。
  - 4月10日[6] - 富山地方鉄道により地鉄高岡停留場 - 伏木港駅間7.3 kmが開業[8][21]。
- 1949年（昭和24年）6月20日 - 中学校前駅を西新湊駅（初代）に改称[16]。
- 1951年（昭和26年）4月1日 - 米島口停留場 - 新湊駅（現在の六渡寺駅）間3.6 kmが開業[8][16][22]。湶町停留場（現在の広小路停留場） - 米島口間複線化[16]。射水線を経由し地鉄高岡停留場 - 富山軌道線西町停留場間の直通運転開始[16][22]。
- 1953年（昭和28年）4月10日 - 市民病院前停留場開業[23]。
- 1955年（昭和30年）10月14日 - 新町口駅開業[16][22]。
- 1958年（昭和33年）5月7日 - 湶町停留場を広小路停留場に改称[16]。
- 1959年（昭和34年）4月1日 - 地鉄高岡停留場 - 伏木港駅間、米島口停留場 - 新湊駅間を富山地方鉄道から加越能鉄道に譲渡[8][22]。地鉄高岡駅を新高岡駅に改称[16][24][注 2]。
- 1961年（昭和36年）7月18日 - 新高岡停留場 - 富山軌道線西町停留場間の直通運転廃止。
- 1962年（昭和37年）3月 - 車庫区を湶町から米島口に移転。同時に鉄軌道部事務所を車庫区に併設[25]。
- 1963年（昭和38年）9月15日 - 新高岡駅を国鉄高岡駅前広場に移転、路線長を0.1 km短縮[26]。
- 1966年（昭和41年）4月5日 - 富山新港の建設に伴い、射水線のうち新湊駅 - 越ノ潟駅間を富山地方鉄道から加越能鉄道に譲渡し新湊港線とする[8][16][27]。
- 1971年（昭和46年）
  - 9月1日 米島口駅 - 伏木港駅間2.9 kmを廃止[8][16]、現在の路線となる。
  - 11月15日 - ワンマン化[27]。それに伴い新湊港線の各駅を完全駅員無配置化。
- 1976年（昭和51年）9月11日 - 台風で庄川橋梁が流失し新湊駅 - 越ノ潟駅間が不通[16][27]。これにより同区間が廃線寸前となったが、住民の存続運動によって廃線を免れた[28]。
- 1977年（昭和52年）10月1日 - 新湊駅 - 越ノ潟駅間が復旧[16]。高岡市庁前停留場を本丸会館前停留場に改称[16]。
- 1979年（昭和54年） - 新高岡駅を高岡駅前停留場に改称。
- 1980年（昭和55年）12月6日 - 高岡軌道線、新湊港線の愛称が「万葉線」となる[8]。
- 1985年（昭和60年）3月 - 新湊駅を六渡寺駅、西新湊駅（初代）を新湊市役所前駅にそれぞれ改称[16]。
- 1990年（平成2年）4月1日 - 越ノ潟口駅を移転し、海王丸駅に改称[16]。
- 2001年（平成13年）4月5日 - 万葉線株式会社が設立[8][16]。
- 2002年（平成14年）
  - 2月14日 - 万葉線株式会社への譲渡認可[29]。
  - 4月1日 - 万葉線として営業開始[8]。
- 2004年（平成16年）12月27日 - 本丸会館前停留場を広小路停留場側に約100m移転、上屋および安全地帯を整備。ただし、従前の交換設備は移転せず[注 3]。
- 2005年（平成17年）11月1日 - 新湊市の合併に伴い、新湊市役所前駅を射水市新湊庁舎前駅に改称[16]。また利便性向上のために、片原町停留場、坂下町停留場、志貴野中学前停留場に副駅名がつけられる。
- 2007年（平成19年）6月1日 - 米島口停留場に副駅名がつけられる。
- 2008年（平成20年）3月15日 - 末広町停留場開業[8][16]。
- 2014年（平成26年）3月29日 - 高岡駅前停留場を高岡駅停留場に、本丸会館前停留場を急患医療センター前停留場にそれぞれ改称[30]。高岡駅停留場の移転に伴い、0.1 km延長[31]。
- 2016年（平成28年）10月11日 - 射水市役所の新庁舎完成による新湊庁舎の廃止に伴い、射水市新湊庁舎前駅を西新湊駅（2代）に改称[32]。
- 2020年（令和2年）5月1日 - 停留所名に命名権（ネーミングライツ）を導入（同日から3年間）[33][34]。
- 2022年（令和4年）4月1日 - 万葉線開業20周年を迎え、アイトラム1両に記念ヘッドマークを付けた記念号が運行される（10月31日まで）[35][36]。
- 2023年（令和5年）9月1日 - 西新湊駅を第一イン新湊 クロスベイ前駅に改称[37]。
- 2024年（令和6年）9月28日 - ICOCAが利用可能になる[38]。

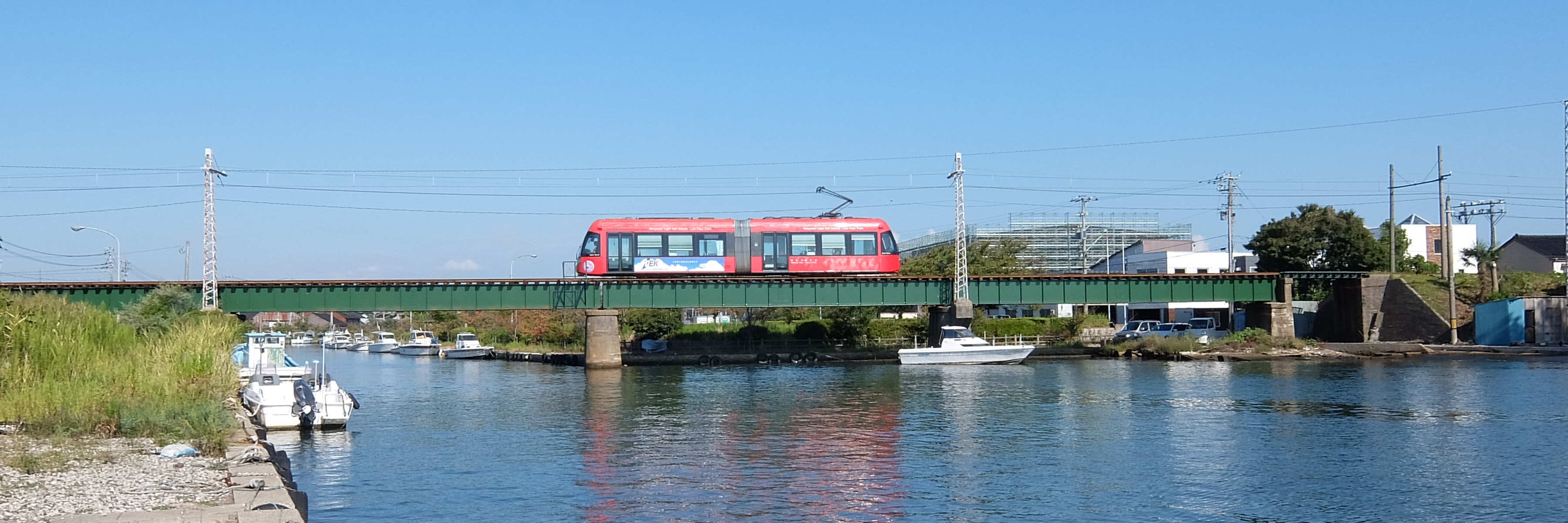
運河を渡る万葉線の電車（2014年9月21日）
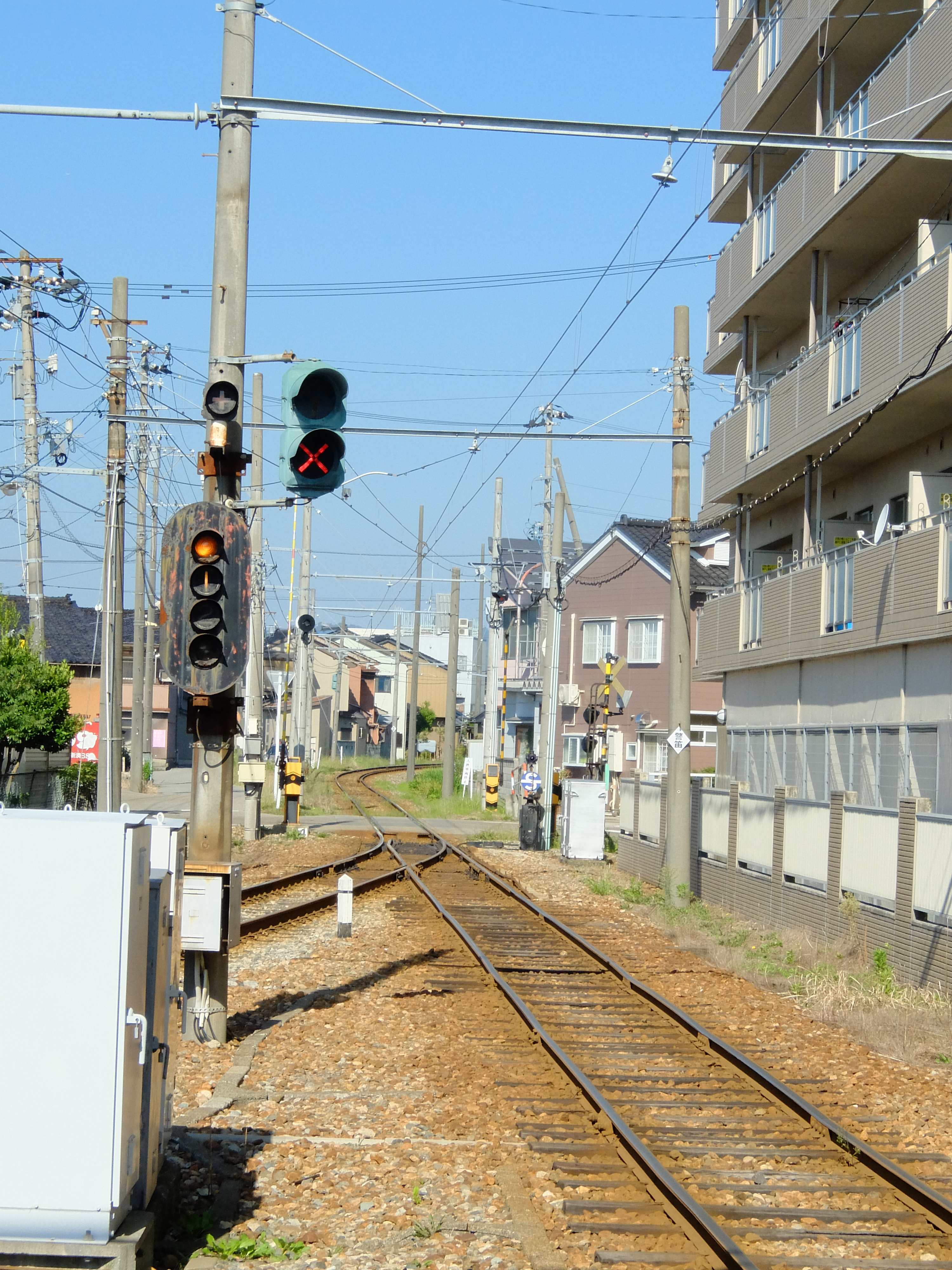
中新湊駅の下り信号機（2014年9月21日）

## 駅一覧
全停留場・駅が富山県に所在する。高岡停留場 - 吉久駅間の各停留場・駅と中新湊駅は高岡市に、その他の駅は射水市に所在する。中新湊駅も高岡市と射水市の境界に近く、実質的には射水市の代表駅となっている。
停留場名・駅名欄のカッコ内の名称は副駅名やネーミングライツによる愛称。
| 正式路線名                  | 停留場名（副駅名・愛称）               | 停留場間 営業 キロ | 累計営業キロ | 累計営業キロ                                   | 停留場の周辺 | 備考 | 所在地 |
| 正式路線名                  | 停留場名（副駅名・愛称）               | 停留場間 営業 キロ | 高岡駅 から  | 越ノ潟 から                                    | 停留場の周辺 | 備考 | 所在地 |
| --------------------------- | -------------------------------------- | ------------------ | ------------ | ---------------------------------------------- | --- | --- | ------ |
| 高岡軌道線                  | 高岡駅                                 | -                  | 0.0          | 12.9                                           | 西日本旅客鉄道（JR西日本）・あいの風とやま鉄道高岡駅（あいの風とやま鉄道線、城端線、氷見線） ウイング・ウイング高岡                                                                               | 1959年、地鉄高岡より新高岡に改称。 1963年、国鉄高岡駅前広場に移転。 1979年、新高岡より高岡駅前に改称。 2014年、高岡駅前より改称、現在地に移転。 | 高岡市 |
| 高岡軌道線                  | 末広町                                 | 0.5                | 0.5          | 12.4                                           | 御旅屋セリオ 末広町商店街 オタヤ通り商店街 | 2020年 - 2023年のネーミングライツによる愛称名は「サンデンコーポレーション 末広町」。                                                            | 高岡市 |
| 高岡軌道線                  | 片原町（山町筋入口）                   | 0.2                | 0.7          | 12.2                                           | 山町筋 | 上屋がなく、電停の安全地帯は白線のみ。 交換設備がある。                                                                                         | 高岡市 |
| 高岡軌道線                  | 坂下町（高岡大仏口）                   | 0.2                | 0.9          | 12.0                                           | 高岡大仏（大佛寺） 山町筋 | | 高岡市 |
| 高岡軌道線                  | 急患医療センター前（古城公園西口）     | 0.4                | 1.3          | 11.6                                           | 高岡市急患医療センター 高岡古城公園（高岡城） | 1977年、高岡市庁前より改称。 2005年、広小路側に約100m移転。ただし交換設備は移転せず。 2014年、本丸会館前より改称。                              | 高岡市 |
| 高岡軌道線                  | 広小路                                 | 0.4                | 1.7          | 11.2                                           | 高岡警察署 高岡商工会議所ビル 高岡市農業協同組合会館 | 1958年、湶町より改称。 | 高岡市 |
| 高岡軌道線                  | 志貴野中学校前（高岡市役所前）         | 0.4                | 2.1          | 10.8                                           | 高岡市立志貴野中学校 高岡市役所 高岡市美術館 | 上下線の電停ともドラえもん装飾を施したドラえもん電停になっている。                                                                              | 高岡市 |
| 高岡軌道線                  | 市民病院前                             | 0.3                | 2.4          | 10.5                                           | 高岡市民病院 ハローワーク高岡 | | 高岡市 |
| 高岡軌道線                  | 江尻                                   | 0.6                | 3.0          | 9.9                                            | イオン高岡店 | | 高岡市 |
| 高岡軌道線                  | 旭ヶ丘（ひだまりの湯 旭ヶ丘）          | 0.3                | 3.3          | 9.6                                            | 日本曹達高岡工場 | 日本曹達、日本ゼオンの専用線と平面交差があった。                                                                                                | 高岡市 |
| 高岡軌道線                  | 荻布（ゼオン 荻布）                    | 0.5                | 3.8          | 9.1                                            | 日本ゼオン高岡工場 JR西日本能町駅（氷見線） | 日本曹達、日本ゼオンの専用線と平面交差があった。                                                                                                | 高岡市 |
| 高岡軌道線                  | 新能町                                 | 0.3                | 4.1          | 8.8                                            | JR西日本能町駅（氷見線） | | 高岡市 |
| 高岡軌道線                  | 米島口（アルビス米島店前）             | 0.3                | 4.4          | 8.5                                            | 万葉線本社、米島車庫 アルビス米島店 | 次の能町口までの間、JR氷見線、新湊線との立体交差がある。 1971年まで伏木線が分岐。                                                               | 高岡市 |
| 高岡軌道線                  | 能町口（サニーライブグループ 能町口）  | 1.1                | 5.5          | 7.4                                            | 日本重化学工業高岡事業所 | | 高岡市 |
| 高岡軌道線                  | 新吉久（TEKリサイクルセンター 新吉久） | 0.5                | 6.0          | 6.9                                            | 日本貨物鉄道（JR貨物）高岡貨物駅 | 下り電停は上屋付のホームがあるが、上り電停はホームがなく、白線の安全地帯のみ。 交換設備がある。                                                 | 高岡市 |
| 高岡軌道線                  | 吉久                                   | 0.7                | 6.7          | 6.2                                            | JR貨物高岡貨物駅 | 上屋がなく、電停の安全地帯は白線のみ。 | 高岡市 |
| 高岡軌道線                  | 中伏木                                 | 0.8                | 7.5          | 5.4                                            | 伏木富山港（伏木事務所） | 以前は交換設備があった。 | 射水市 |
| 高岡軌道線                  | 六渡寺駅（牧田組本社 六渡寺）          | 0.5                | 8.0          | 4.9                                            | 庄川左岸緑地運動広場 牧田組本社（登録有形文化財） | 1985年、新湊より改称。 交換設備がある。 | 射水市 |
| 新湊港線                    | 六渡寺駅（牧田組本社 六渡寺）          | 0.5                | 8.0          | 4.9                                            | 庄川左岸緑地運動広場 牧田組本社（登録有形文化財） | 1985年、新湊より改称。 交換設備がある。 | 射水市 |
| 庄川口駅                    | 0.6                                    | 8.6                | 4.3          | 新湊漁港西地区                                 | | | 射水市 |
| 第一イン新湊 クロスベイ前駅 | 0.8                                    | 9.4                | 3.5          | クロスベイ新湊 新湊消防署 富山県立新湊高等学校 | 1985年、西新湊より新湊市役所前に改称。 2005年、市町村合併に伴い、新湊市役所前より射水市新湊庁舎前に改称。 2016年、新湊庁舎廃止に伴い、射水市新湊庁舎前より西新湊に改称。 2023年、西新湊より改称。 | | 射水市 |
| 新町口駅                    | 0.6                                    | 10.0               | 2.9          | 射水市新湊中央文化会館                         | | | 射水市 |
| 中新湊駅                    | 0.6                                    | 10.6               | 2.3          | 中新湊商店街                                   | | 高岡市 |        |
| 東新湊駅                    | 1.0                                    | 11.6               | 1.3          | 新湊漁港東地区                                 | | 射水市 |        |
| 海王丸駅                    | 0.6                                    | 12.2               | 0.7          | 海王丸パーク                                   | 1990年、越ノ潟口より海王丸に改称、現在地に移転。 | 射水市 |        |
| 越ノ潟駅                    | 0.7                                    | 12.9               | 0.0          | 伏木富山港新湊地区（富山新港） 富山県営渡船    | | 射水市 |        |

## 延伸構想
高岡西高校（2022年に閉校）、高岡第一高校、高岡商業高校の3校は、2013年（平成25年）1月16日に連名で高岡市に、高岡市片原町交差点から北西方向に直進する富山県道64号高岡氷見線の高岡商業高校前まで約2.1 kmの延伸要望書を提出した。
3校の沿線にはバス路線もあるが本数が少なく満員で乗れないこともあり、生徒達は帰宅時に高岡駅まで徒歩で向かうことも多く、高岡商業高校校長が他2校に提案しまとまったもので、沿線には3校のほか幼稚園の教諭・保育士を育成する養成所など合せて約2000人の生徒・学生が、また近隣には工場などもあり通学通勤客を見込めるとしている。
また沿線には、高岡駅から約650mの山町筋と約1250m離れた金屋町の2箇所の国の重要伝統的建造物群保存地区があり、観光客に利用してもらうことによる観光の強化、中心市街地の活性化が見込めるとしている。要望を受けた高岡市長は、「検討課題は多いが、実現の可能性を見極めていきたい」と返答した。
同年1月30日には、高岡市議会新幹線・公共交通対策特別委員会は、片原町交差点から富山県道64号高岡氷見線と交差する国道8号までの1.5 kmを延伸した場合、車両費を除き約38億円の事業費が必要とした。

## その他
- 毎年5月1日に高岡市中心市街地にて御車山祭が行われる際、御車山巡行のために万葉線の架線が一時撤去される[48][注 5]。祭礼当日、御車山を通すため架線を、巡行路にあたる坂下町交差点から、片原町交差点間の約330mに渡り外し、巡行後に架け直す処置をとる。架線を架ける際、電車の上での点検作業なども見ることができる。また当日は急患医療センター前停留場から高岡駅停留場間は期間（時間）運休となる。
- 毎年8月（旧暦7月）に行われる高岡七夕まつりでは片原町 - 高岡駅間の運行が休止される[49]。